# Ksienija Sajfutdinowa
Ksienija Sajfutdinowa (ros. Ксения Сайфутдинова; ur. 20 października 1986 r. w Szymkent) – rosyjska wioślarka.

## Osiągnięcia
- Mistrzostwa Świata Juniorów – Ateny 2003 – ósemka – 3. miejsce[1].
- Mistrzostwa Świata Juniorów – Banyoles 2004 – ósemka – 2. miejsce[1].
- Mistrzostwa Świata – Gifu 2005 – ósemka – 8. miejsce[1].
- Mistrzostwa Świata U-23 – Hazewinkel 2006 – ósemka – 6. miejsce[1].
- Mistrzostwa Europy – Montemor-o-Velho 2010 – ósemka – 5. miejsce[1].